# Drayton (Vale of White Horse)
Drayton is een civil parish in het bestuurlijke gebied Vale of White Horse, in het Engelse graafschap Oxfordshire met 2353 inwoners.